# Toyota Urban Cruiser
Toyota Urban Cruiser — кросовер японського виробника Toyota, що продавався в Європі в період з 2009 по 2014 рік, з переднім приводом або з AWD. Він також продається в Японії як Toyota Ist і Північній Америці, як Scion XD. Ця модель використовує платформу Yaris II. В Європі Toyota Urban Cruiser позиціонується як маленький позашляховик, в той час як Ist продаються як простий невеликий автомобіль, Scion XD позиціонується в США як невеликий міський автомобіль для молоді. Urban Cruiser отримав оцінку 3 зірок в тестовому EuroNCAP.
Основними конкурентами моделі були Kia Soul i Suzuki SX4.

## Опис

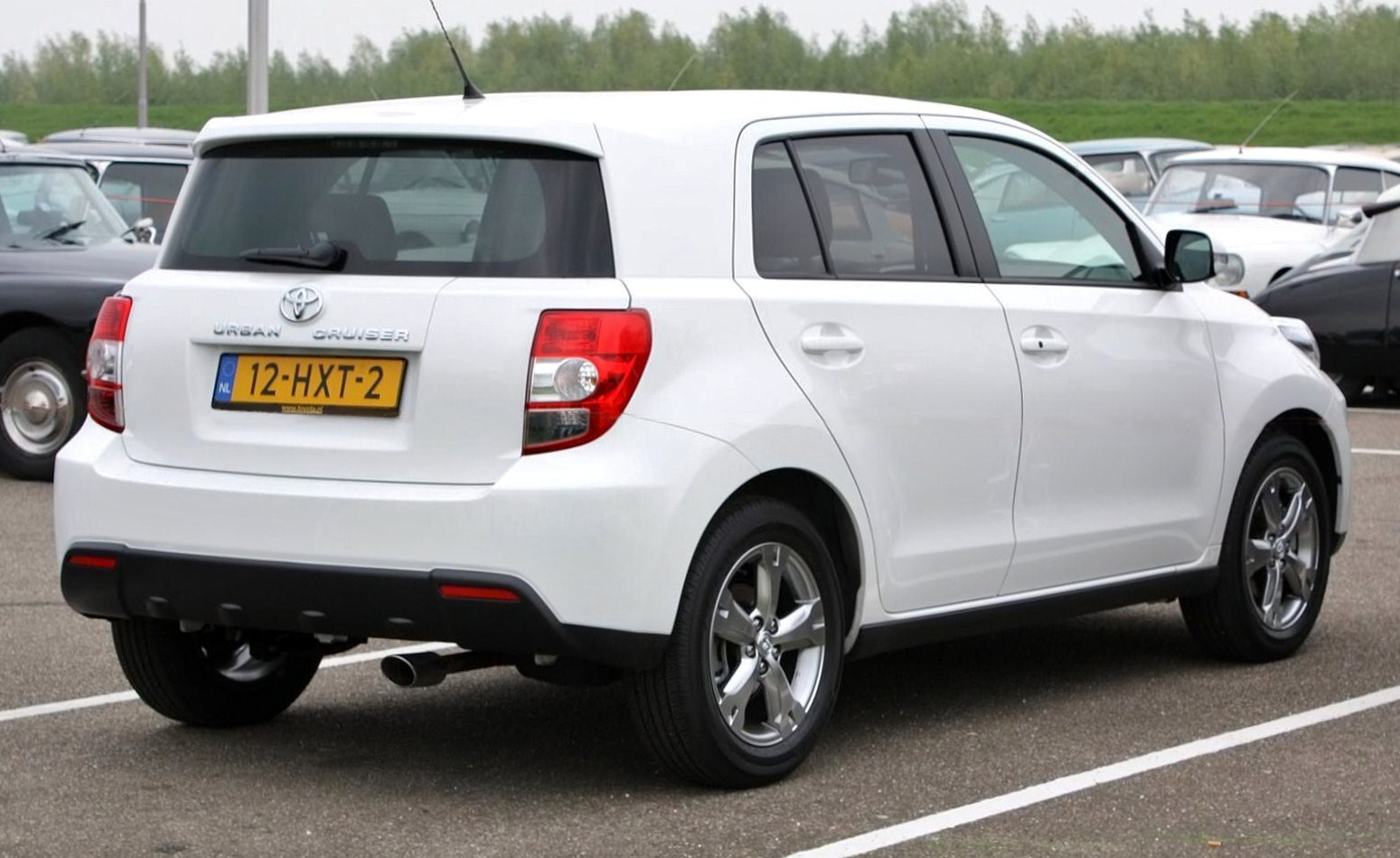
Toyota Urban Cruiser 1.33 Town

Модель має як бензинові, так і дизельні силові агрегати. Дизельний 1,4-літровий чотирициліндровий D-4D на 90 к.с. доповнюється повним приводом, працює в парі з 6 МКПП. Розгін з ним за 12,5 секунд. Витрата палива на рівні 4,9 л/100 км у змішаному циклі. Усі інші двигуни - бензинові. 1,3-літровий 4-циліндровий двигун на 100 к.с. працює в парі з 6МКПП, розганяє кросовер за 12,5 с, витрачаючи 5,5 л/100 км у змішаному циклі. 1,4-літровий 4-циліндровий двигун на 90 к.с. з повним приводом розганяє авто за 11,7 с. Витрата палива перебуває на рівні 4,6 л/100 км у змішаному циклі. 1,5-літровий V4 на 109 к.c. працює в парі з безступінчастою АКПП. Витрата пального становить 5,6 л/100 км у змішаному циклі. Завершує бензиновий перелік 1,8-літровий 4-циліндровий двигун на 132 к.с., що працює в парі з 4 АКПП. Витрачає з ним Toyota Urban Cruiser 6,5 л/100 км у змішаному циклі.

## Безпека
У 2009 році Toyota Urban Cruiser тестувався за Euro NCAP і отримав 3 зірки:
| Дорослий | Дитина- пасажир | Пішохід | Засоби безпеки |
| -------- | --------------- | ------- | -------------- |
| 58%      | 71%             | 53%     | 86%            |